# Fallou Niang

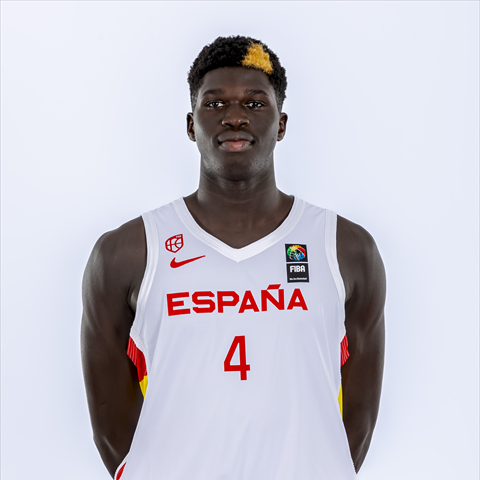
Fallou Niang

Serigne Fallou Niang Beye (Palma de Mallorca, España, 22 de agosto de 2001), más conocido como Fallou Niang, es un jugador de baloncesto español que pertenece a la plantilla del Grupo Alega Cantabria de la LEB Oro. Con 2,02 metros de estatura, juega en la posición de ala-pívot.

## Trayectoria deportiva
Nacido en Palma de Mallorca, con cuatro años tuvo que viajar a Senegal, desde donde regresó a España a los 16 años para empezar a jugar a baloncesto en Manresa. 
En la temporada 2020-21, se enroló en el CB Navas de la Primera Catalana como el Navàs y en la temporada siguiente en Liga EBA.
En la temporada 2021-2022, forma parte de la plantilla del CB Navas de Liga EBA.
En la temporada 2022-2023, firma por el Obradoiro Ames de Liga EBA, con el que promedia 24 minutos, 9'9 puntos, 6'5 rebotes, 0'8 asistencias y 1'2 tapones.
El 4 de febrero de 2023, el jugador debuta con el Monbus Obradoiro en Liga Endesa, en un encuentro de la jornada 19 frente al Bilbao Basket que acabaría con victoria por 77 a 64.
El 25 de julio de 2023, el Grupo Alega Cantabria anuncia su fichaje para las dos próximas temporadas.
El 17 de julio de 2024, el Grupo Alega Cantabria anuncia la extensión de su contrato hasta el curso 25/26, al tiempo que anuncia su cesión al Palmer Basket Mallorca de Segunda FEB

### Selección nacional
El 15 de septiembre de 2024, forma parte de la selección española masculina sub-23 de 3x3 que logra la medalla de bronce en el Campeonato del Mundo de Mongolia tras imponerse a Lituania (21-16) en el partido por el tercer y cuarto puesto.